# Joiselle
Joiselle település Franciaországban, Marne megyében. Lakosainak száma 107 fő (2022. január 1.). Joiselle Tréfols, Villeneuve-la-Lionne, Réveillon, Neuvy és Champguyon községekkel határos.

## Népesség
A település népességének változása:
| Lakosok száma | 126  | 69   | 80   | 86   | 95   | 99   | 100  | 103  | 103  | 107  |
|               | 1968 | 1982 | 1990 | 2006 | 2013 | 2015 | 2017 | 2019 | 2020 | 2022 |